# Departamento de Arauco
Departamento de Arauco är en kommun i Argentina.   Den ligger i provinsen La Rioja, i den norra delen av landet, 1 000 km nordväst om huvudstaden Buenos Aires. Antalet invånare är 723. Arean är 1 992 kvadratkilometer.
Terrängen i Departamento de Arauco är varierad.
Omgivningarna runt Departamento de Arauco är i huvudsak ett öppet busklandskap. Runt Departamento de Arauco är det mycket glesbefolkat, med 6 invånare per kvadratkilometer.